# Volta à Romandia de 2013
A Volta à Romandia de 2013 foi a 67ª edição da prova de ciclismo de estrada Volta à Romandia. É uma prova do UCI World Tour, decorreu entre os dias 23 e 28 de Abril de 2013, na Suiça e foi ganha pelo britãnico Chris Froome. O português Rui Costa classificou-se em 3º lugar.

## Percurso
| Etapa | Data     | Percurso               | Distância | Tipo | Tipo                      | Vencedor             |
| ----- | -------- | ---------------------- | --------- | ---- | ------------------------- | -------------------- |
| Pro   | 23 Abril | Le Châble a Brunson    | 7,45 km   |      | Contra-relógio Individual | Chris Froome         |
| 1     | 24 Abril | Saint-Maurice a Renens | 176,4 km  |      | Etapa Plana               | Gianni Meersman      |
| 2     | 25 Abril | Prilly a Granges       | 190,3 km  |      | Etapa Plana               | Ramūnas Navardauskas |
| 3     | 26 Abril | Payerne                | 181 km    |      | Etapa Plana               | Gianni Meersman      |
| 4     | 27 Abril | Marly a Les Diablerets | 184,8 km  |      | Etapa Alta-Montanha       | Simon Špilak         |
| 5     | 28 Abril | Genebra                | 18,7 km   |      | Contra-relógio Individual | Tony Martin          |

## Equipas participantes
Participaram na prova 21 equipas: as 19 de categoría UCI World Tour (obrigadas a participar) e  2 de categoría UCI Continental Profissional por convite da organização (Team Europcar e IAM Cycling).
| Código | Nome Oficial            | Categoria                    |
| ------ | ----------------------- | ---------------------------- |
| ALM    | Ag2r-La Mondiale        | UCI World Tour               |
| ARG    | Argos-Shimano           | UCI World Tour               |
| AST    | Astana                  | UCI World Tour               |
| BLA    | Blanco Pro Cycling      | UCI World Tour               |
| BMC    | BMC Racing Team         | UCI World Tour               |
| CAN    | Cannondale              | UCI World Tour               |
| EUS    | Euskaltel-Euskadi       | UCI World Tour               |
| FDJ    | FDJ                     | UCI World Tour               |
| GRS    | Garmin-Sharp            | UCI World Tour               |
| KAT    | Team Katusha            | UCI World Tour               |
| LAM    | Lampre-Merida           | UCI World Tour               |
| LTB    | Lotto-Belisol           | UCI World Tour               |
| MOV    | Movistar Team           | UCI World Tour               |
| OGE    | Orica-GreenEDGE         | UCI World Tour               |
| OPQ    | Omega Pharma-Quick Step | UCI World Tour               |
| RTL    | RadioShack-Leopard      | UCI World Tour               |
| TST    | Saxo Bank-Tinkoff       | UCI World Tour               |
| SKY    | Team Sky                | UCI World Tour               |
| VCD    | Vacansoleil-DCM         | UCI World Tour               |
| EUC    | Team Europcar           | UCI Continental Profissional |
| IAM    | IAM Cycling             | UCI Continental Profissional |

## Etapas

### Prólogo
23 Abril 2013 -  Le Châble a Brunson, 7,45 km CRI-Contra-relógio individual
|    | Ciclista           | Equipa             | Tempo   |
| -- | ------------------ | ------------------ | ------- |
| 1  | Chris Froome       | Team Sky           | 13m 15s |
| 2  | Andrew Talansky    | Garmin-Sharp       | a 6s    |
| 3  | Robert Kiserlovski | RadioShack-Leopard | a 13s   |
| 4  | Richie Porte       | Team Sky           | a 15s   |
| 5  | Rui Costa          | Movistar Team      | a 16s   |
| 6  | Thibaut Pinot      | FDJ                | a 17s   |
| 7  | Stef Clement       | Blanco Pro Cycling | a 17s   |
| 8  | Alejandro Valverde | Movistar Team      | a 17s   |
| 9  | Tom Danielson      | Garmin-Sharp       | a 17s   |
| 10 | Wilco Kelderman    | Blanco Pro Cycling | a 18s   |

|    | Ciclista           | Equipa             | Tempo   |
| -- | ------------------ | ------------------ | ------- |
| 1  | Chris Froome       | Team Sky           | 13m 15s |
| 2  | Andrew Talansky    | Garmin-Sharp       | a 6s    |
| 3  | Robert Kiserlovski | RadioShack-Leopard | a 13s   |
| 4  | Richie Porte       | Team Sky           | a 15s   |
| 5  | Rui Costa          | Movistar Team      | a 16s   |
| 6  | Thibaut Pinot      | FDJ                | a 17s   |
| 7  | Stef Clement       | Blanco Pro Cycling | a 17s   |
| 8  | Alejandro Valverde | Movistar Team      | a 17s   |
| 9  | Tom Danielson      | Garmin-Sharp       | a 17s   |
| 10 | Wilco Kelderman    | Blanco Pro Cycling | a 18s   |

### 1ª Etapa
24 Abril 2013 - Saint-Maurice a Renens, 176,4km
|    | Ciclista          | Equipa                  | Tempo    |
| -- | ----------------- | ----------------------- | -------- |
| 1  | Gianni Meersman   | Omega Pharma-Quick Step | 04:29:09 |
| 2  | Giacomo Nizzolo   | RadioShack-Leopard      | m.t.     |
| 3  | Roberto Ferrari   | Lampre-Merida           | m.t.     |
| 4  | Luka Mezgec       | Argos-Shimano           | m.t.     |
| 5  | Kévin Reza        | Team Europcar           | m.t.     |
| 6  | Francesco Gavazzi | Astana                  | m.t.     |
| 7  | Matthew Goss      | Orica-GreenEDGE         | m.t.     |
| 8  | Rui Costa         | Movistar Team           | m.t.     |
| 9  | Gaetan Bille      | Lotto-Belisol           | m.t.     |
| 10 | Marco Marcato     | Vacansoleil-DCM         | m.t.     |

|    | Ciclista           | Equipa             | Tempo      |
| -- | ------------------ | ------------------ | ---------- |
| 1  | Chris Froome       | Team Sky           | 4h 42m 24s |
| 2  | Andrew Talansky    | Garmin-Sharp       | a 6s       |
| 3  | Robert Kiserlovski | RadioShack-Leopard | a 13s      |
| 4  | Richie Porte       | Team Sky           | a 15s      |
| 5  | Rui Costa          | Movistar Team      | a 16s      |
| 6  | Thibaut Pinot      | FDJ                | a 17s      |
| 7  | Stef Clement       | Blanco Pro Cycling | a 17s      |
| 8  | Alejandro Valverde | Movistar Team      | a 17s      |
| 9  | Tom Danielson      | Garmin-Sharp       | a 17s      |
| 10 | Wilco Kelderman    | Blanco Pro Cycling | a 18s      |

### 2ª Etapa
25 Abril - Prilly a Granges, 190,3 km
|    | Ciclista             | Equipa                  | Tempo      |
| -- | -------------------- | ----------------------- | ---------- |
| 1  | Ramūnas Navardauskas | Garmin-Sharp            | 4h 51m 49s |
| 2  | Enrico Gasparotto    | Astana                  | m.t.       |
| 3  | Gianni Meersman      | Omega Pharma-Quick Step | m.t.       |
| 4  | Luka Mezgec          | Argos-Shimano           | m.t.       |
| 5  | Dominik Nerz         | BMC Racing Team         | m.t.       |
| 6  | Francesco Gavazzi    | Astana                  | m.t.       |
| 7  | Jan Bakelants        | RadioShack-Leopard      | m.t.       |
| 8  | Stef Clement         | Blanco Pro Cycling      | m.t.       |
| 9  | Michael Albasini     | Orica-GreenEDGE         | m.t.       |
| 10 | Manuele Mori         | Lampre-Merida           | m.t.       |

|    | Ciclista           | Equipa             | Tempo      |
| -- | ------------------ | ------------------ | ---------- |
| 1  | Chris Froome       | Team Sky           | 9h 34m 13s |
| 2  | Andrew Talansky    | Garmin-Sharp       | a 6s       |
| 3  | Robert Kiserlovski | RadioShack-Leopard | a 13s      |
| 4  | Richie Porte       | Team Sky           | a 15s      |
| 5  | Rui Costa          | Movistar Team      | a 16s      |
| 6  | Thibaut Pinot      | FDJ                | a 17s      |
| 7  | Stef Clement       | Blanco Pro Cycling | a 17s      |
| 8  | Alejandro Valverde | Movistar Team      | a 17s      |
| 9  | Tom Danielson      | Garmin-Sharp       | a 17s      |
| 10 | Wilco Kelderman    | Blanco Pro Cycling | a 18s      |

### 3ª Etapa
26 Abril -  Payerne, 181 km
|    | Ciclista                    | Equipa                  | Tempo |
| -- | --------------------------- | ----------------------- | ----- |
| 1  | Gianni Meersman             | Omega Pharma-Quick Step | m.t.  |
| 2  | Francesco Gavazzi           | Astana                  | m.t.  |
| 3  | Michael Albasini            | Orica-GreenEDGE         | m.t.  |
| 4  | Luka Mezgec                 | Argos-Shimano           | m.t.  |
| 5  | Juan José Lobato            | Euskaltel-Euskadi       | m.t.  |
| 6  | Danilo Wyss                 | BMC Racing Team         | m.t.  |
| 7  | Rinaldo Nocentini           | Ag2r-La Mondiale        | m.t.  |
| 8  | Roberto Ferrari             | Lampre-Merida           | m.t.  |
| 9  | Reinardt Janse van Rensburg | Argos-Shimano           | m.t.  |
| 10 | Xavier Florencio            | Team Katusha            | m.t.  |

|    | Ciclista           | Equipa                  | Tempo       |
| -- | ------------------ | ----------------------- | ----------- |
| 1  | Chris Froome       | Team Sky                | 13h 53m 16s |
| 2  | Andrew Talansky    | Garmin-Sharp            | a 6s        |
| 3  | Gianni Meersman    | Omega Pharma-Quick Step | a 9s        |
| 4  | Robert Kiserlovski | RadioShack-Leopard      | a 13s       |
| 5  | Richie Porte       | Team Sky                | a 15s       |
| 6  | Rui Costa          | Movistar Team           | a 16s       |
| 7  | Thibaut Pinot      | FDJ                     | a 17s       |
| 8  | Stef Clement       | Blanco Pro Cycling      | a 17s       |
| 9  | Alejandro Valverde | Movistar Team           | a 17s       |
| 10 | Tom Danielson      | Garmin-Sharp            | a 17s       |

### 4ª Etapa
27 Abril - Marly a Les Diablerets, 184,8 km
|    | Ciclista               | Equipa             | Tempo      |
| -- | ---------------------- | ------------------ | ---------- |
| 1  | Simon Špilak           | Team Katusha       | 5h 10m 00s |
| 2  | Chris Froome           | Team Sky           | m.t        |
| 3  | Rui Costa              | Movistar Team      | a 1m 03s   |
| 4  | Alejandro Valverde     | Movistar Team      | m.t.       |
| 5  | Wilco Kelderman        | Blanco Pro Cycling | m.t.       |
| 6  | Carlos Betancur        | Ag2r-La Mondiale   | m.t.       |
| 7  | Marcel Wyss            | IAM Cycling        | m.t.       |
| 8  | Jean-Christophe Péraud | Ag2r-La Mondiale   | m.t.       |
| 9  | Robert Kiserlovski     | RadioShack-Leopard | m.t.       |
| 10 | Igor Antón             | Euskaltel-Euskadi  | m.t        |

|    | Ciclista           | Equipa             | Tempo       |
| -- | ------------------ | ------------------ | ----------- |
| 1  | Chris Froome       | Team Sky           | 19h 03m 10s |
| 2  | Simon Špilak       | Team Katusha       | a 47s       |
| 3  | Rui Costa          | Movistar Team      | a 1m 21s    |
| 4  | Robert Kiserlovski | RadioShack-Leopard | a 1m 22s    |
| 5  | Thibaut Pinot      | FDJ                | a 1m 26s    |
| 6  | Alejandro Valverde | Movistar Team      | m.t.        |
| 7  | Tom Danielson      | Garmin-Sharp       | m.t.        |
| 8  | Wilco Kelderman    | Blanco Pro Cycling | a 1m 27s    |
| 9  | Carlos Betancur    | Ag2r-La Mondiale   | a 1m 28s    |
| 10 | Marcel Wyss        | IAM Cycling        | a 1m 43s    |

### 5ª Etapa
28 Abril - Genebra, 18,7 km CRI-Contra-relógio individual
|    | Ciclista          | Equipa                  | Tempo    |
| -- | ----------------- | ----------------------- | -------- |
| 1  | Tony Martin       | Omega Pharma-Quick Step | 21m 07s  |
| 2  | Adriano Malori    | Lampre-Merida           | a 16s    |
| 3  | Chris Froome      | Team Sky                | a 34s    |
| 4  | Lieuwe Westra     | Vacansoleil-DCM         | a 36s    |
| 5  | Simon Špilak      | Team Katusha            | a 41s    |
| 6  | Stef Clement      | Blanco Pro Cycling      | a 50s    |
| 7  | Richie Porte      | Team Sky                | a 52s    |
| 8  | Mads Christensen  | Saxo Bank-Tinkoff       | a 55s    |
| 9  | Rohan Dennis      | Garmin-Sharp            | a 56s    |
| 10 | Tobias Ludvigsson | Argos-Shimano           | a 1m 01s |

|    | Ciclista               | Equipa             | Tempo       |
| -- | ---------------------- | ------------------ | ----------- |
| 1  | Chris Froome           | Team Sky           | 19h 24m 51s |
| 2  | Simon Špilak           | Team Katusha       | a 54s       |
| 3  | Rui Costa              | Movistar Team      | a 1m 49s    |
| 4  | Tom Danielson          | Garmin-Sharp       | a 1m 54s    |
| 5  | Wilco Kelderman        | Blanco Pro Cycling | a 2m 03s    |
| 6  | Jean-Christophe Péraud | Ag2r-La Mondiale   | a 2m 14s    |
| 7  | Jurgen Van Den Broeck  | Lotto-Belisol      | a 2m 16s    |
| 8  | Richie Porte           | Team Sky           | a 2m 31s    |
| 9  | Alejandro Valverde     | Movistar Team      | a 2m 32s    |
| 10 | Marcel Wyss            | IAM Cycling        | a 2m 41s    |

## Lideres Classificações
| Etapa | Vencedor da Etapa    | Classificação Geral · | Classificação Montanha · | Classificação Pontos · | Classificação Juventude · | Classificação Equipas |
| ----- | -------------------- | --------------------- | ------------------------ | ---------------------- | ------------------------- | --------------------- |
| Pro   | Chris Froome         | Chris Froome          | n.a                      | Chris Froome           | Thibaut Pinot             | Team Sky              |
| 1     | Gianni Meersman      | Chris Froome          | Garikoitz Bravo          | Julien Bérard          | Thibaut Pinot             | Team Sky              |
| 2     | Ramūnas Navardauskas | Chris Froome          | Garikoitz Bravo          | Matthias Brändle       | Thibaut Pinot             | Team Sky              |
| 3     | Gianni Meersman      | Chris Froome          | Marcus Burghardt         | Matthias Brändle       | Thibaut Pinot             | Team Sky              |
| 4     | Simon Špilak         | Chris Froome          | Marcus Burghardt         | Matthias Brändle       | Thibaut Pinot             | Team Sky              |
| 5     | Tony Martin          | Chris Froome          | Marcus Burghardt         | Matthias Brändle       | Wilco Kelderman           | Team Sky              |
| Final | Final                | Chris Froome          | Marcus Burghardt         | Matthias Brändle       | Wilco Kelderman           | Team Sky              |

## Ligações Externas
«Sítio oficial»